# Rheumaptera bluff
Rheumaptera bluff là một loài bướm đêm trong họ Geometridae.